# Шунько Віталій Омелянович
Віта́лій Омеля́нович Шунько́ (*28 квітня 1930 — † ?) — український кінорежисер, сценарист, художник.

## Життєпис
Народився 28 квітня 1930 року у місті Мглин на Стародубщині (тепер — місто Мглинського району Брянської області Росії).
Із 1948 по 1951 рік — навчався на факультеті літакобудування у Московському авіаційному інституті.
Із 1954 року — педагог Суразького педагогічного училища.
У 1963 році — закінчив сценарний факультет ВДІКу (майстерня Йосипа Маневича).
Із 1963 року — член сценарно-редакційної колегії Держкіно України. 
Автор сценаріїв ігрових, анімаційних, хронікально-документальних та науково-популярних фільмів, графічних шаржів та карикатур для періодичних видань «Крокодил», «Перець» та «Комсомольська правда».
У 1977 році, разом з режисером Миколою Літусом, на Кіностудії імені Олександра Довженка зняв драму «Якщо ти підеш...». З Ігорем Шкуриним та Тамарою Трач в головних ролях. 
У 1979 році, теж разом з режисером Миколою Літусом, на Кіностудії імені Олександра Довженка зняв кінокомедію «Дачна поїздка сержанта Цибулі».
Рік та обставини смерті — невідомі.

## Фільмографія
Режисер:
- 1977 — «Якщо ти підеш...» (у дуеті з Миколою Літусом)
- 1979 — «Дачна поїздка сержанта Цибулі» (у дуеті з Миколою Літусом)

Сценарист:
- 1964 — «Водопровід на город» (мільтфільм, у дуеті з Р. Губайдуліним)
- 1979 — «Дачна поїздка сержанта Цибулі»